# Pachyteria javana
Pachyteria javana es una especie de escarabajo longicornio del género Pachyteria, tribu Callichromatini. Fue descrita científicamente por Bates en 1879.
Se distribuye por Indonesia (Java). Mide 21,5-30,5 milímetros de longitud. El período de vuelo ocurre en todos los meses del año.